# Mimoruza nigriceps
Mimoruza nigriceps är en fjärilsart som beskrevs av George Francis Hampson 1895. Mimoruza nigriceps ingår i släktet Mimoruza och familjen nattflyn. Inga underarter finns listade i Catalogue of Life.